# Riverview, Alabama
Riverview är en ort i Escambia County i delstaten Alabama, USA.